# Juan Flores Maradiaga
Juan Alberto Flores Maradiaga (El Porvenir, Francisco Morazan,
Honduras; 8 de marzo de 1964) es un exfutbolista hondureño y exintegrante de la Selección de fútbol de Honduras.

## Trayectoria
Fue uno de los futbolistas más destacados de Honduras a nivel nacional e internacional. Vistió las playeras del Club Deportivo Olimpia, con quienes consiguió 56 anotaciones, y del Club Santos Laguna, con quienes registro 45 goles de liga y 48 en total.
Se le recuerda por su gran amistad con Dolmo Flores, jugador con el que hizo dupla en el ataque tanto en México como en Honduras. Después de su retiro se de dedicó a entrenar a las selecciones menores de su país natal.

## Clubes

### Como jugador
| Club          | País     | Año         |
| ------------- | -------- | ----------- |
| Olimpia       | Honduras | 1985 - 1989 |
| Santos Laguna | México   | 1989 - 1993 |

### Como entrenador
| Club                         | País     | Año  |
| ---------------------------- | -------- | ---- |
| Selección de Honduras Sub-17 | Honduras | 2002 |
| Gimnástico                   | Honduras | 2017 |

## Estadísticas

### Clubes
| Club                               | Div.       | Temporada | Liga | Liga | Liga | Copas nacionales(1) | Copas nacionales(1) | Copas nacionales(1) | Torneos internacionales | Torneos internacionales | Torneos internacionales | Total(3) | Total(3) | Total(3) | Media goleadora |
| Club                               | Div.       | Temporada | PJ   | G    | A    | PJ                  | G                   | A                   | PJ                      | G                       | A                       | PJ       | G        | A        | Media goleadora |
| ---------------------------------- | ---------- | --------- | ---- | ---- | ---- | ------------------- | ------------------- | ------------------- | ----------------------- | ----------------------- | ----------------------- | -------- | -------- | -------- | --------------- |
| Club Santos Laguna · México        |            |           |      |      |      |                     |                     |                     |                         |                         |                         |          |          |          |                 |
| 1ª                                 | 1989-90    | 29        | 15   | 3    | 1    | 0                   | 0                   | -                   | -                       | -                       | 30                      | 15       | 3        | 0.5      |                 |
| 1ª                                 | 1990-91    | 37        | 15   | 2    | 6    | 3                   | ?                   | -                   | -                       | -                       | 43                      | 18       | 2        | 0.42     |                 |
| 1ª                                 | 1991-92    | 28        | 9    | 0    | -    | -                   | -                   | -                   | -                       | -                       | 28                      | 9        | 0        | 0.32     |                 |
| 1ª                                 | 1992-93    | 20        | 6    | 0    | -    | -                   | -                   | -                   | -                       | -                       | 20                      | 6        | 0        | 0.3      |                 |
| Total club                         | Total club | 114       | 45   | 5    | 7    | 3                   | 0                   | 0                   | 0                       | 0                       | 121                     | 48       | 5        | 0.38     |                 |
| (1)Incluye datos de la Copa México |            |           |      |      |      |                     |                     |                     |                         |                         |                         |          |          |          |                 |

## Palmarés

### Campeonatos nacionales
| Título                                 | Club                   | País     | Año  |
| -------------------------------------- | ---------------------- | -------- | ---- |
| Liga Nacional de Fútbol de Honduras    | Club Deportivo Olimpia | Honduras | 1986 |
| Liga Nacional de Fútbol de Honduras    | Club Deportivo Olimpia | Honduras | 1987 |
| Campeonato de Campeones de la Concacaf | Club Deportivo Olimpia | Honduras | 1988 |

## Selección nacional
| \| N.º \| Fecha \| Sede \| Local \| Res. \| Visitante \| Goles \| Competición \| \| --- \| ----------------------- \| ----------------------------------- \| ---------------------------- \| ----- \| ---------------------------- \| ----- \| ------------------------- \| \| 1 \| 13 de noviembre de 1988 \| Estadio Nacional, Tegucigalpa \| Honduras \| 1 - 1 \| Trinidad y Tobago \| 1 \| Clasif. Copa Mundial 1990 \| \| 2 \| 15 de noviembre de 1992 \| Estadio Azulgrana, Ciudad de México \| México \| 2 - 0 \| Honduras \| 0 \| Clasif. Copa Mundial 1994 \| \| 3 \| 22 de noviembre de 1992 \| Estadio Arnos Vale, Kingstown \| San Vicente y las Granadinas \| 0 - 4 \| Honduras \| 2 \| Clasif. Copa Mundial 1994 \| \| 4 \| 28 de noviembre de 1992 \| Estadio Nacional, Tegucigalpa \| Honduras \| 4 - 0 \| San Vicente y las Granadinas \| 1 \| Clasif. Copa Mundial 1994 \| \| 5 \| 5 de diciembre de 1992 \| Estadio Nacional, Tegucigalpa \| Honduras \| 2 - 1 \| Costa Rica \| 1 \| Clasif. Copa Mundial 1994 \| \| 6 \| 4 de abril de 1993 \| Estadio Nacional, Tegucigalpa \| Honduras \| 2 - 2 \| Canadá \| 0 \| Clasif. Copa Mundial 1994 \| \| 7 \| 11 de abril de 1993 \| Estadio Azteca, Ciudad de México \| México \| 3 - 0 \| Honduras \| 0 \| Clasif. Copa Mundial 1994 \| \| 8 \| 18 de abril de 1993 \| Estadio Swangard, Burnaby \| Canadá \| 3 - 1 \| Honduras \| 0 \| Clasif. Copa Mundial 1994 \| \| 9 \| 2 de mayo de 1993 \| Estadio Nacional, Tegucigalpa \| Honduras \| 1 - 4 \| México \| 1 \| Clasif. Copa Mundial 1994 \| |                         |                                     |                              |       |                              |       |                           |
| N.º | Fecha                   | Sede                                | Local                        | Res.  | Visitante                    | Goles | Competición               |
| 1 | 13 de noviembre de 1988 | Estadio Nacional, Tegucigalpa       | Honduras                     | 1 - 1 | Trinidad y Tobago            | 1     | Clasif. Copa Mundial 1990 |
| 2 | 15 de noviembre de 1992 | Estadio Azulgrana, Ciudad de México | México                       | 2 - 0 | Honduras                     | 0     | Clasif. Copa Mundial 1994 |
| 3 | 22 de noviembre de 1992 | Estadio Arnos Vale, Kingstown       | San Vicente y las Granadinas | 0 - 4 | Honduras                     | 2     | Clasif. Copa Mundial 1994 |
| 4 | 28 de noviembre de 1992 | Estadio Nacional, Tegucigalpa       | Honduras                     | 4 - 0 | San Vicente y las Granadinas | 1     | Clasif. Copa Mundial 1994 |
| 5 | 5 de diciembre de 1992  | Estadio Nacional, Tegucigalpa       | Honduras                     | 2 - 1 | Costa Rica                   | 1     | Clasif. Copa Mundial 1994 |
| 6 | 4 de abril de 1993      | Estadio Nacional, Tegucigalpa       | Honduras                     | 2 - 2 | Canadá                       | 0     | Clasif. Copa Mundial 1994 |
| 7 | 11 de abril de 1993     | Estadio Azteca, Ciudad de México    | México                       | 3 - 0 | Honduras                     | 0     | Clasif. Copa Mundial 1994 |
| 8 | 18 de abril de 1993     | Estadio Swangard, Burnaby           | Canadá                       | 3 - 1 | Honduras                     | 0     | Clasif. Copa Mundial 1994 |
| 9 | 2 de mayo de 1993       | Estadio Nacional, Tegucigalpa       | Honduras                     | 1 - 4 | México                       | 1     | Clasif. Copa Mundial 1994 |